# Ольговка (Харьковская область)
Ольговка (укр. Ольгівка), село,
Изюмский сельский совет,
Боровский район,
Харьковская область.
Код КОАТУУ — 6321082009. Население по переписи 2001 г. составляет 62 (28/34 м/ж) человека.

## Географическое положение
Село Ольговка находится в 5 км от села  Изюмское, на расстоянии в 2 км расположены сёла Дружелюбовка, Красный Гай и Андреевка.

## История
- 1685 — дата основания.

## Экономика
- Вокруг села есть птице-товарная, свино-товарная и овце-товарная фермы.